# Alsóegregy
Alsóegregy (románul: Românași) falu Romániában, Szilágy megyében, Românași központja.

## Fekvése
Zilahtól keletre, A Meszes-hegység alatt, az Egregy-patak bal partján, Csömörlő és Vaskapu között fekvő település.

## Nevének eredete
Nevének előtagját Felsőegregytől való megkülönböztetésül kapta. Nevének utótagját a mellette levő Egregy-patakról kapta.

## Története
Egykor csak egy Egregy nevű település létezett, azonban a későbbi Felsőegregy lakói az úttól távolabbra, az Egregy forrásvidékéhez közelebb költöztek, így alakult ki a két Egregy nevű település.
Nevét az oklevelek már 1310-ben említették. 1440-ben Egregh alakban írva, 1460-ban 1721-ben Magyar-Egreg írásmóddal említették nevét. Hodor Károly egykor így írt a településről: „Magyar-Egregy kies fekvésű s hajdan népes helység a Meszes tövében nagy országútban… lakosai elszórtan a hegyoldalon laknak”.
Magyar-Egregy egykor járási székhely is volt. 1310-ben Mikod bán fia Miklós mester birtoka volt, aki Károly Róbert királytól nyert kiváltságot arra, hogy útvámként az itt áthaladó sóval és egyéb árukkal terhelt szekerek után egy dénár helyett két dénárt szedhessen. Kiváltságát azért kapta a királytól, mert első erdélyi útja alkalmával Egregy helységben levő birtokán Károly Róbert királyt királyi módon megvendégelte. 1440-ben Dobokai Lőkes János volt Egregy birtokosa. 1460-ban Dobokai János elzálogosította Magyaregregyet és más birtokait Kusalyi Jakcs Györgynek. 1522-ben Dobokai Miklós eladta az egész Egregyet Bélteki Drágfi Jánosnak. 1576-ban Somlyói Báthory István Drágfi Lászlótól hűtlensége miatt elvette Magyar-Egregyet és a hozzá hű Zsombori Lászlónak és utódainak adományozta. Később Magyar-Egregy birtokosának írták a Bethleni Bethlen grófokat, majd a Kendefi grófokat is. 1733-as összeíráskor a településen 70 oláh család élt. 1750-ben 458 görögkatolikus lakosa volt. 1837-ben 327 lakosa volt.
1890-ben 584 lakosából 34 magyar, 550 oláh, ebből 6 római katolikus, 46 görögkatolikus, 505 görögkeleti, 8 református, 2 izraelita. A házak száma ekkor 99 volt.
Alsóegregy a trianoni békeszerződés előtt Szilágy vármegye Zilahi járásához tartozott.

## Nevezetességek
- Görögkeleti temploma.
- Alsóegregyen (Magyar-Egregy) ütött először tábort Rákóczi a Zsibói ütközet előtt.
- 1551 augusztus 19-én Izabella királyné Egregyen töltött egy éjszakát, amikor elhagyta Erdélyt és Zilahon át Tasnádra ment.